# Jasione supina
Jasione supina är en klockväxtart som beskrevs av Franz e Wilhelm Sieber och Spreng.. Jasione supina ingår i släktet blåmunkssläktet, och familjen klockväxter.
Artens utbredningsområde är Turkiet.

## Underarter
Arten delas in i följande underarter:
- J. s. akmanii
- J. s. pontica
- J. s. supina
- J. s. tmolea